# Пејнтер (Вирџинија)
Пејнтер (енгл. Painter) град је у америчкој савезној држави Вирџинија. По попису становништва из 2010. у њему је живело 229 становника.

## Демографија
Према попису становништва из 2010. у граду је живело 229 становника, што је 17 (6,9%) становника мање него 2000. године.
| Група             | 2000.       | 2010.       |
| Белци             | 154 (62,6%) | 127 (55,5%) |
| Афроамериканци    | 74 (30,1%)  | 62 (27,1%)  |
| Азијати           | 0 (0,0%)    | 6 (2,6%)    |
| Хиспаноамериканци | 14 (5,7%)   | 33 (14,4%)  |
| Укупно            | 246         | 229         |